# Dolanjski Jarak
Dolanjski Jarak je naseljeno mjesto u Republici Hrvatskoj u Zagrebačkoj županiji.

## Zemljopis
Administrativno je u sastavu Jastrebarskog. Naselje se proteže na površini od 0,43 km². 

## Stanovništvo
Prema popisu stanovništva iz 2001. godine Dolanjski Jarak ima 44 stanovnika koji žive u 15 kućanstava. Gustoća naseljenosti iznosi 102,33 st./km².
| broj stanovnika | 60    | 64    | 70    | 72    | 74    | 84    | 80    | 71    | 80    | 81    | 83    | 75    | 63    | 59    | 44    | 32    | 23    |
|                 | 1857. | 1869. | 1880. | 1890. | 1900. | 1910. | 1921. | 1931. | 1948. | 1953. | 1961. | 1971. | 1981. | 1991. | 2001. | 2011. | 2021. |